# Herbert Grommes
Herbert Grommes (* 6. September 1965 in Schönberg) ist ein belgischer Jurist und Politiker der Christlich Sozialen Partei (CSP), der in der Kommunalpolitik in Sankt Vith in der Deutschsprachigen Gemeinschaft tätig ist.

## Biographie
Grommes studierte Jura und machte hierin sein Lizenziat an der UCL in Neu-Löwen und am Institut Saint-Louis und machte ein Lizenziat als Dolmetscher am Institut Libre Marie Haps in Brüssel. Grommes war sodann im Bereich von Investmentfonds in Luxemburg und danach als Leiter der Rechtsabteilung für Investmentfonds einer französischen Bank tätig. Er war Staatssekretär unter dem belgischen Vizepremierminister und Justizminister Melchior Wathelet. Im Oktober 1994 wurde er in den Gemeinderat von Sankt Vith gewählt. Im Mai 1995 zog Grommes als Kandidat der CSP auch in das Parlament der Deutschsprachigen Gemeinschaft ein, wo er für die CSP bis Juni 2004 sein Mandat innehatte. Im Juni 2004 wurde er im Bezirk Verviers in das Wallonische Parlament gewählt. Im Mai 2008 wurde Grommes Schöffe (échevin) in Sankt Vith. 2009 wurde er nicht wieder ins wallonische Parlament gewählt, doch erlangte er für die CSP wieder einen Sitz im Parlament der Deutschsprachigen Gemeinschaft. Von 2010 bis 2014 war er in der wallonischen Regierung zunächst unter dem Landwirtschaftsminister Benoît Lutgen und dann unter dem Finanzminister André Antoine tätig. Auf Grund der Wahlschlappe des Centre Démocrate Humaniste erreichte er auch 2014 kein Mandat im wallonischen Parlament, doch gelangte er abermals ins Parlament der Deutschsprachigen Gemeinschaft. Darüber hinaus blieb er weiterhin Schöffe in Sankt Vith. Hier trat er 2018 bei den Kommunalwahlen als Bürgermeisterkandidat für eine „Neue Bürgerallianz“ an, mit der er 55 Prozent der Stimmen erlangte. Am 3. Dezember 2018 löste er den bisherigen Bürgermeister Christian Krings in seinem Amt ab.